# Episodi di Strepitose Parkers (quarta stagione)
La quarta stagione della serie televisiva Strepitose Parkers è stata trasmessa in anteprima negli Stati Uniti d'America dalla UPN tra il 23 settembre 2002 e il 19 maggio 2003.
| nº | Titolo originale                 | Titolo italiano | Prima TV USA      | Prima TV Italia |
| -- | -------------------------------- | --------------- | ----------------- | --------------- |
| 1  | The Mourning After               |                 | 23 settembre 2002 |                 |
| 2  | She's Hysterical                 |                 | 30 settembre 2002 |                 |
| 3  | High Heels and Videotapes        |                 | 7 ottobre 2002    |                 |
| 4  | Meter Maids Need Love, Too       |                 | 14 ottobre 2002   |                 |
| 5  | Food Fiasco                      |                 | 21 ottobre 2002   |                 |
| 6  | And the Winner Is...             |                 | 28 ottobre 2002   |                 |
| 7  | Kim's 21st Birthday              |                 | 4 novembre 2002   |                 |
| 8  | It's Gary Coleman!               |                 | 11 novembre 2002  |                 |
| 9  | Road Trip                        |                 | 18 novembre 2002  |                 |
| 10 | Sign of the Shaq                 |                 | 25 novembre 2002  |                 |
| 11 | Lights, Camera, Action           |                 | 16 dicembre 2002  |                 |
| 12 | The Parent Trap                  |                 | 6 gennaio 2003    |                 |
| 13 | Dead Clown Walking               |                 | 20 gennaio 2003   |                 |
| 14 | The Hold Up                      |                 | 3 febbraio 2003   |                 |
| 15 | Love Potion #83                  |                 | 10 febbraio 2003  |                 |
| 16 | Somebody's Watching You          |                 | 17 febbraio 2003  |                 |
| 17 | A Sterling Relationship          |                 | 24 febbraio 2003  |                 |
| 18 | That's What Friends Are For      |                 | 24 marzo 2003     |                 |
| 19 | Amazing Grace                    |                 | 7 aprile 2003     |                 |
| 20 | Join the Club                    |                 | 14 aprile 2003    |                 |
| 21 | Internship                       |                 | 21 aprile 2003    |                 |
| 22 | She's a Bad Mamma Jamma          |                 | 28 aprile 2003    |                 |
| 23 | The Good, the Bad, and the Funny |                 | 5 maggio 2003     |                 |
| 24 | Jury Duty                        |                 | 12 maggio 2003    |                 |
| 25 | An Ivy League of Her Own         |                 | 19 maggio 2003    |                 |